# Normocytaire anemie
Normocytaire anemie is een vorm van een bloedarmoede (anemie) waarbij de cellen een normale grootte hebben. Het MCV ligt bij deze anemie netjes in het referentiegebied (80 fL - 100 fL).
Bij deze anemie kan de oorzaak een ijzergebreksanemie zijn. Deze anemie is dan nog pas in het beginstadium, en zal, indien geen maatregelen getroffen worden, ontwikkelen tot een microcytaire anemie.
Een acute bloeding kan ook een oorzaak zijn. Door het verlies van bloed zal het Hb verlaagd zijn, de vorm van de erytrocyten blijft gewoon normaal. Er wordt bij de diagnose gekeken naar de hoeveelheid witte bloedcellen (leukocyten), bloedplaatjes (trombocyten) en reticulocyten (voorlopercel van de erytrocytenreeks). De erytrocyten, leukocyten en trombocyten zullen verlaagd zijn, omdat deze bij de bloeding verloren zijn gegaan. Het aantal reticulocyten zal verhoogd zijn omdat het beenmerg versneld rode bloedcellen aanmaakt, zo komt er een grotere hoeveelheid reticulocyten in het perifere bloed.
Een andere oorzaak kan nierfalen zijn. De nieren produceren epo (erytropoëtine), dit hormoon stimuleert de aanmaak van erytrocyten in het beenmerg. Als de nieren niet meer goed werken, kan het zijn dat er minder epo geproduceerd wordt. De aanmaak van erytrocyten zal dan ook verminderen.
Een leverinsufficiëntie kan ook de oorzaak zijn van een normocytaire anemie. De lever produceert stollingseiwitten. Als deze verminderd worden geproduceerd, is de kans op een bloeding groter.  Er kan zo een acute bloeding ontstaan.
Bij een aplastische anemie zijn alle bloedcellen verlaagd door een verlaagde aanmaak van de bloedcellen in het beenmerg. Het onderscheid van een aplastische anemie en een acute bloeding zijn de reticulocyten. Bij een acute bloeding zijn de reticulocyten verhoogd (door bloeding wordt de aanmaak van cellen verhoogd). Bij een aplastische anemie zijn deze verlaagd omdat het beenmerg geen enkele cel meer goed kan aanmaken.